# KTM-2
De KTM-2 is een tweeassige tram gebouwd door de tramfabriek van Oest-Katav.

## Algemeen
De KTM-2 is een verdere ontwikkeling van de KTM-1, die bedoeld was als eenvoudige, lichte en goedkope tram die zonder veel problemen op slechte sporen kon rijden. Een stel bestond uit een motorwagen KTM-2 en een bijwagen KTP-2. De trams werden gebouwd tussen 1960 en 1969 en waren vooral bedoeld voor de kleinere tramnetten van de Sovjet-Unie. De opvolger van de KTM-2 was de KTM-5.

## Verspreiding
De KTM-2 is geleverd aan de volgende steden in de Sovjet-Unie:
Zlato-oest
Kolomna
Kopejsk (nu Tsjeljabinsk)
Koersk
Leningrad
Noginsk
Smolensk
Sverdlovsk (nu Samara)
Kiev
Charkov
Odessa
Tbilisi
Archangelsk
In Odessa werd de laatste KTM-2 buiten dienst gesteld in 1987.